# スーパーツーリング
スーパーツーリング（英: Super Touring）とは、1990年代に施行されていたツーリングカーレースの規定。
「クラス2」の名称でも知られる。また1994年までは「ニューツーリング」と呼ばれていた。

## 概要

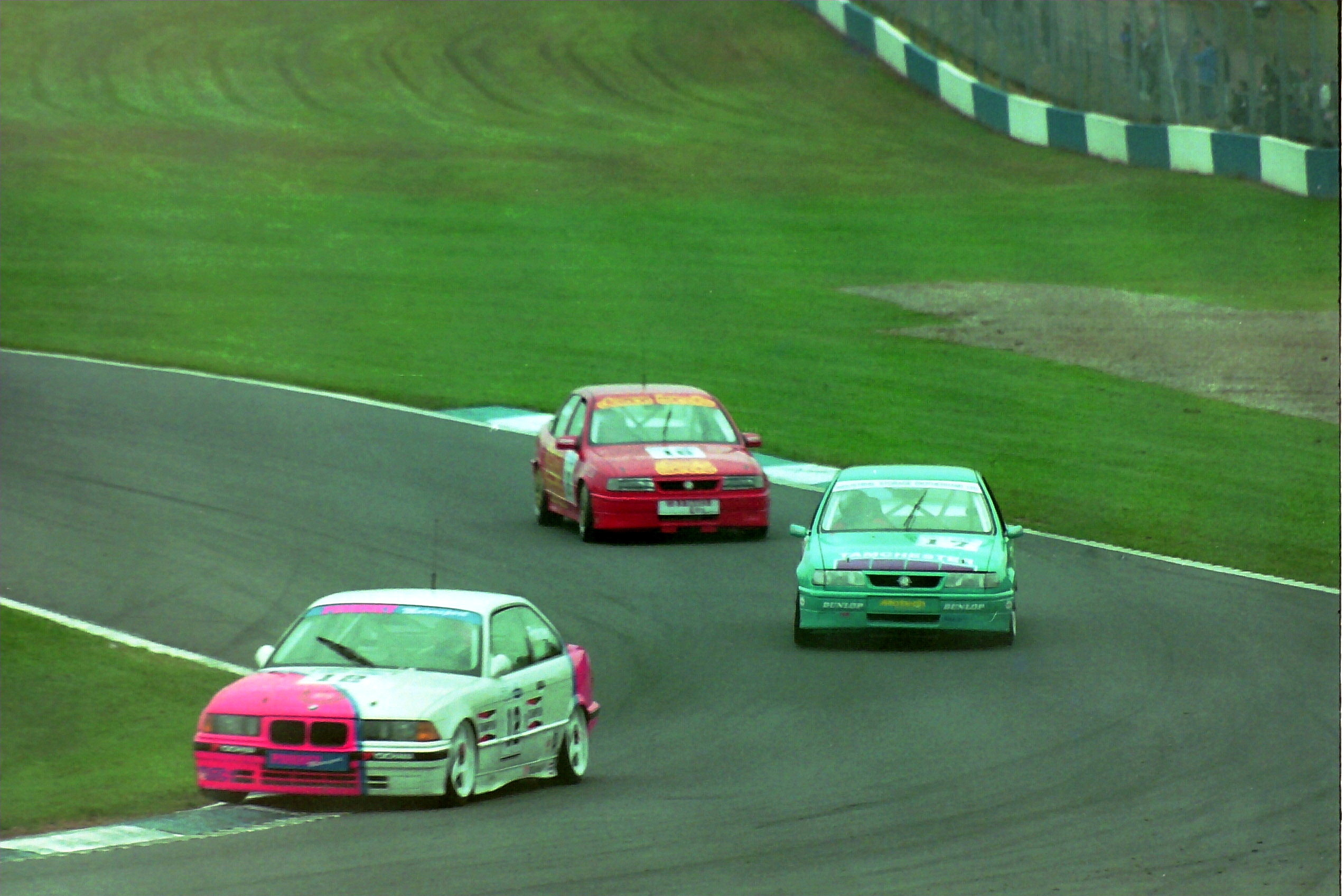
1993年BTCC（ドニントンパーク）

1990年代初頭、改造範囲の狭いグループA規定が各カテゴリで寡占状態に陥っていた頃、国際自動車連盟（FIA）は1990年から英国ツーリングカー選手権（BTCC）で取り入れられていた、量産セダンに比較的自由な改造を許可し、2.0L自然吸気エンジンを搭載した『2.0Lフォーミュラ』規定に目をつけた。その後BTCCの規定は『クラス2』、ドイツツーリングカー選手権（DTM）の規定を『クラス1』にそれぞれ据え、1993年にFIAの規定として施行された。
当時はどのブランドもラインナップに持っていた4ドア/5ドアセダンをベースに戦闘力を付与するこの規定は、折しもグループCの崩壊と同時期に施行されたため、新たなる活動場所を探していたメーカー・プライベーターたちは挙ってスーパーツーリングへ参入していった。1994年のBTCCでは10社ものワークスチームが存在するほどの活況を呈し、国際戦も開催された。1996年には「グループST」として、FIAのグループ規定の一つとなった。
しかし多くのメーカーが入り乱れての開発競争により、勝つために必要なコストはわずか2～3年で著しく高騰、さらに規定をめぐっての諍いもあって撤退が相次いだ。加えて盛り上がるF1人気、新規定によるスポーツカーレース（ル・マン24時間・FIA-GT選手権）やラリー（WRカー・F2キットカー）などの復権で他カテゴリが魅力を増したこともあってメーカーの転身が相次ぎ、21世紀を迎える前に多くのレースで終焉を迎えた。
後継カテゴリは一部のスーパーツーリングレースの下位クラスとして用いられていた、改造範囲の狭い『スーパープロダクション』の発展であるスーパー2000が主流となったが、本家BTCCではコスト低減を狙った『BTCツーリング』、フランスではシルエットタイプカーを後継として導入した。日本でもシルエットタイプカーを用いる『SSCC（Super Silhouette car championship）』が構想されたが、こちらは実現しなかった。

## 車両
- 車両…全長4.2m以上で、連続する12ヶ月間に2,500台が生産され、グループA規定に合致する車両。4ドア4座席が基本だが、同一シリーズ内に4ドアがある場合は2ドア車も可[3]。
- エンジン…同一車種のもので年間2,500基以上生産され、最大排気量2,000cc・最大6気筒のもの。最大回転数は8,500rpm[3]。過給機は禁止。
- 最低重量…前輪駆動975kg、後輪駆動及び四輪駆動は1,050kg[3]。
- 燃料タンク…100L以下[3]。
- サスペンション…形式の変更は不可。取り付けの回転軸の位置変更は20mm以内の範囲で可[3]。
- その他…いかなる電子デバイスの使用も禁止。ボディ外板はオリジナルと同じものでなければならない[3]。トランスミッションの6速シーケンシャルシフト化は可能。

以下は後年に追加された変更点。
- 1995年…最低生産台数の25,000台への引き上げ[注釈 3]。FIAの公認を取得した上でのフロントスポイラー、リアウィングの装着の解禁。
- 1998年…四輪駆動禁止。

ルールは必ずしも各国統一ではなく、1997年からオーバーフェンダーの装着が認められた全日本ツーリングカー選手権（JTCC）や、1998年以降も四輪駆動車の参戦が可能だったスウェーデンツーリングカー選手権（STCC）のように、独自規定を設ける場合もあった。
当初はターボチャージャーも可とする案があったが、BMWが反対して自然吸気案が支持された。
クラス1と異なり、日欧米の幅広いメーカーやプライベーターが参入し、各国間でマシンやドライバーの往来も盛んに行われた。特にBMWは後輪駆動、アウディは四輪駆動で各国のレースを席巻した。
ハイテク装備が禁止されている一方、機械的な改造についてはかなり自由が効いた。エンジンをバルクヘッドギリギリまで寄せたり、エンジンの後方吸気・前方排気を前方吸気・後方排気に変えたり（リバースヘッド）、座席をBピラーまで下げてセンタートンネルに寄せるなど、重量配分の徹底した追求は各社で盛んに行われた。またサスペンションやホイール、ブレーキなどといった足回りの改造についてもかなりの追求が可能で、特にサスペンションは形式さえ守れば公認は必要なく、テストの回数制限も無かったため、膨大な数の部品を試すことができた。わざとコーナーで三輪走行にする「リバウンドストッパー」や、スタビライザーのジョイント部にダンパーを取り付ける「ロールコントロールシステム」、前後又は左右ダンパーの油圧回路を結ぶシステムなどを開発したという元トムスエンジニアの東條力は、「自分たちで何でも作れたのはJTCCが最後だった」と回想している。そうしたことから、この規定では小型軽量で空気抵抗係数の低い車種（例:ホンダ・シビックフェリオ）よりも、少々重くても大柄な車種（例:ホンダ・アコード）の方がエンジンルームや足回りのスペースに余裕ができ、改造の自由度の高さを活かせるため有利であった。
TCR規定（2.0Lターボ）に比べるとエンジンスペックは劣るが、200～300kg近く車重が軽いため、ラップタイムでは2019年時点のTCRよりも速かった。
珍車としては、ボルボやスバルのステーションワゴンが参戦したこともあった。また1995年のスパ・フランコルシャン24時間レースには、ミニバンのプジョー・806が投入されたことがある。

### ギャラリー

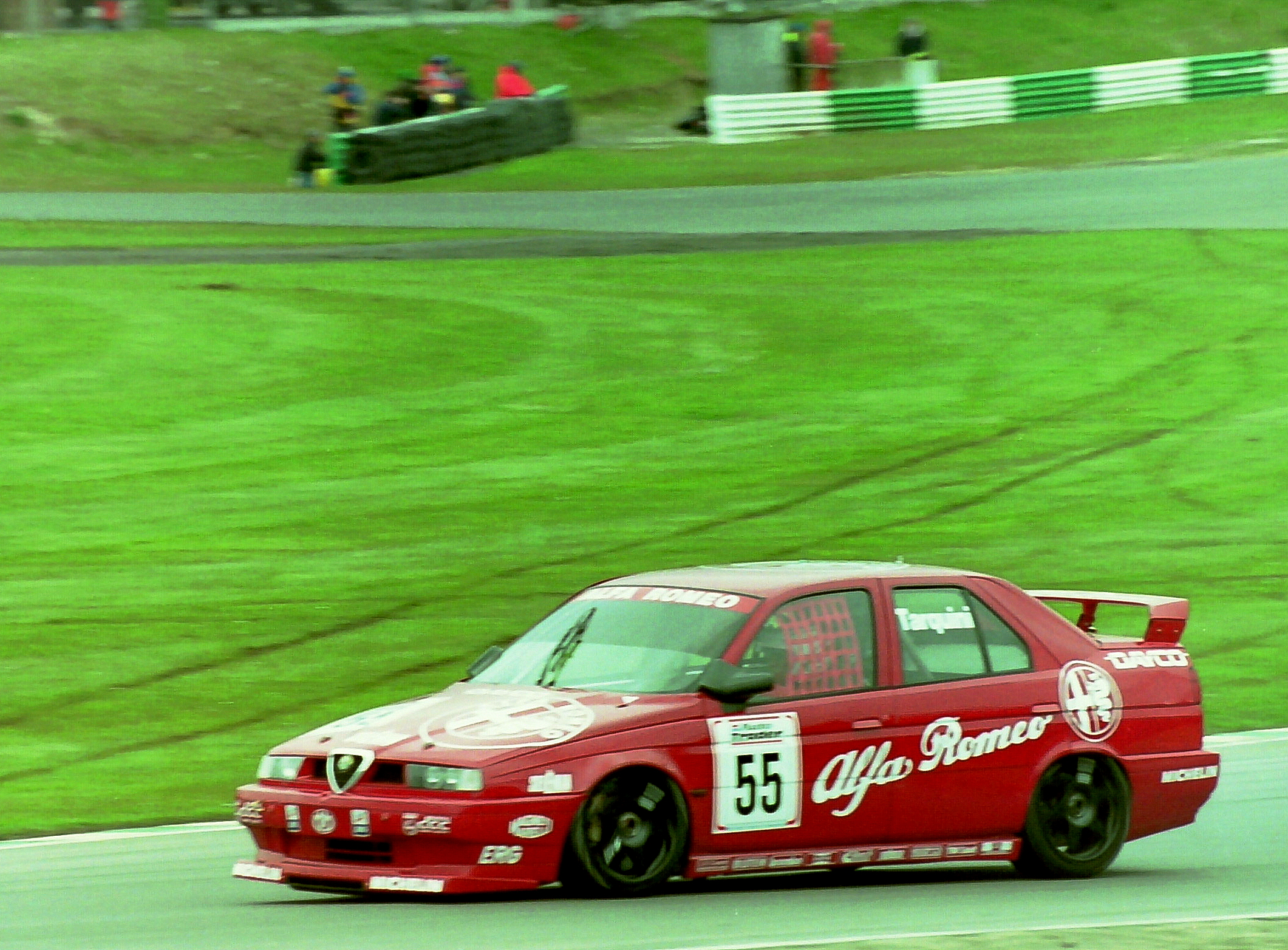
アルファロメオ・155T
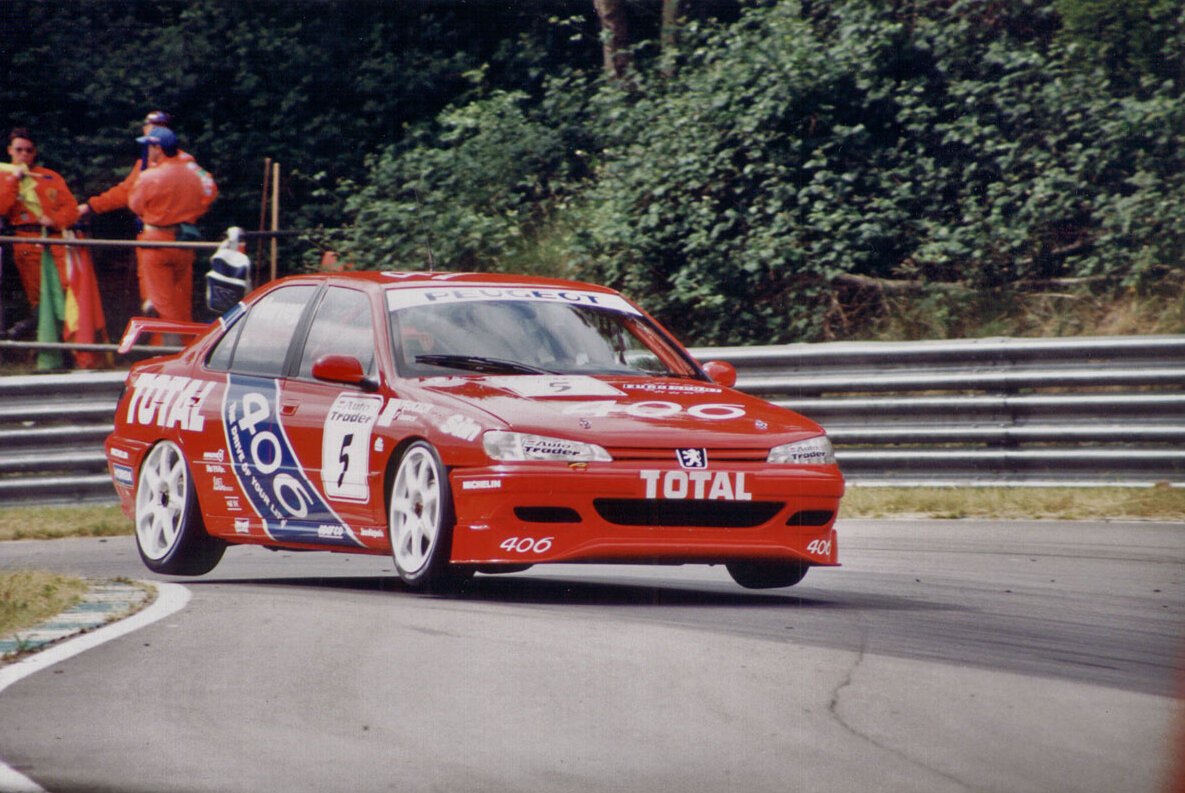
プジョー・406
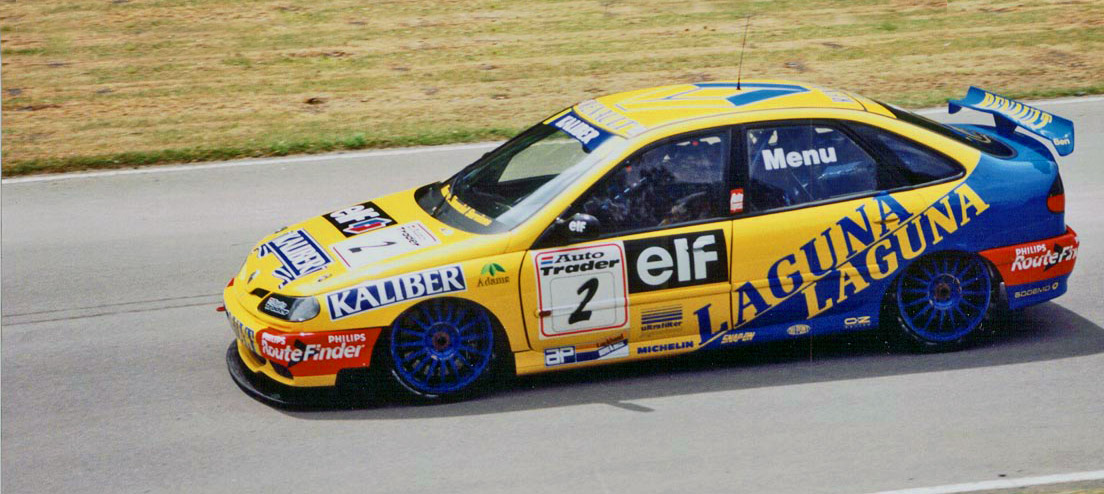
ルノー・ラグナ
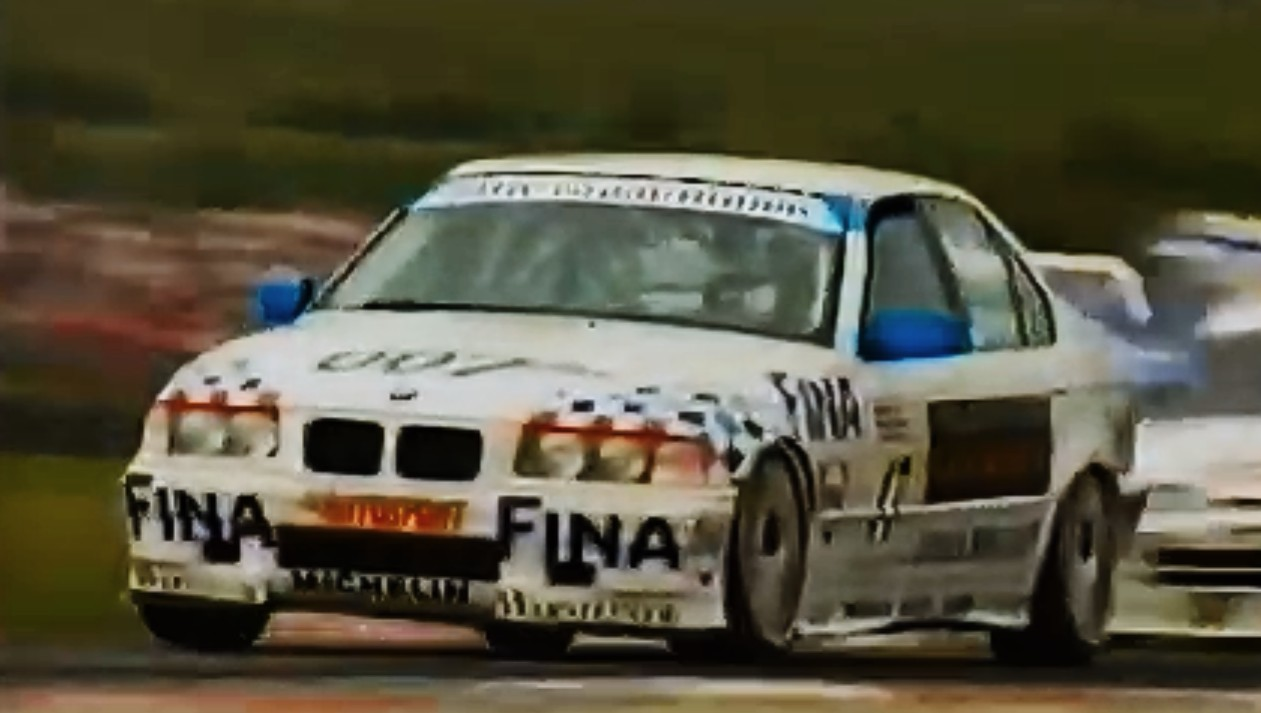
BMW・318i
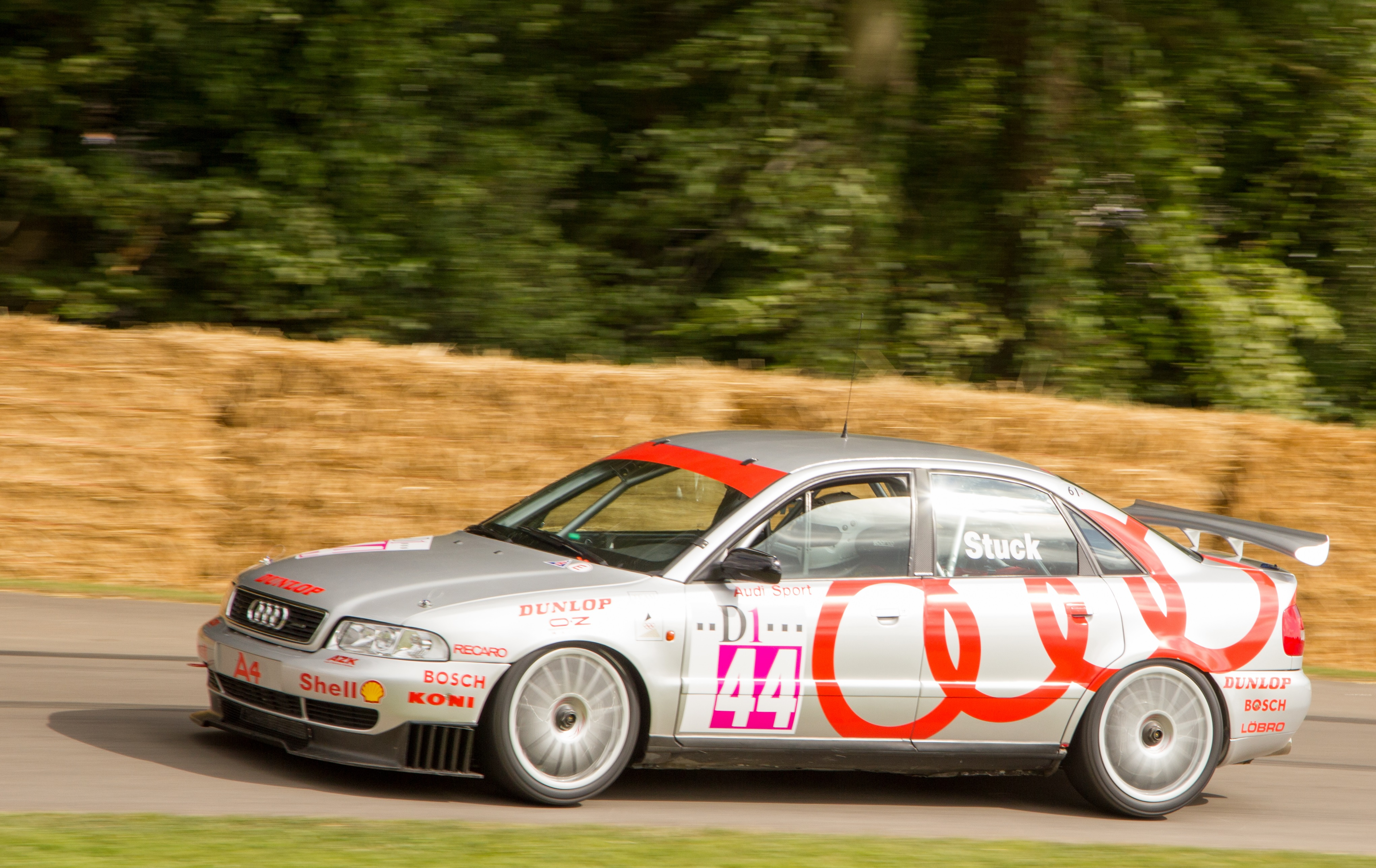
アウディ・A4クワトロ
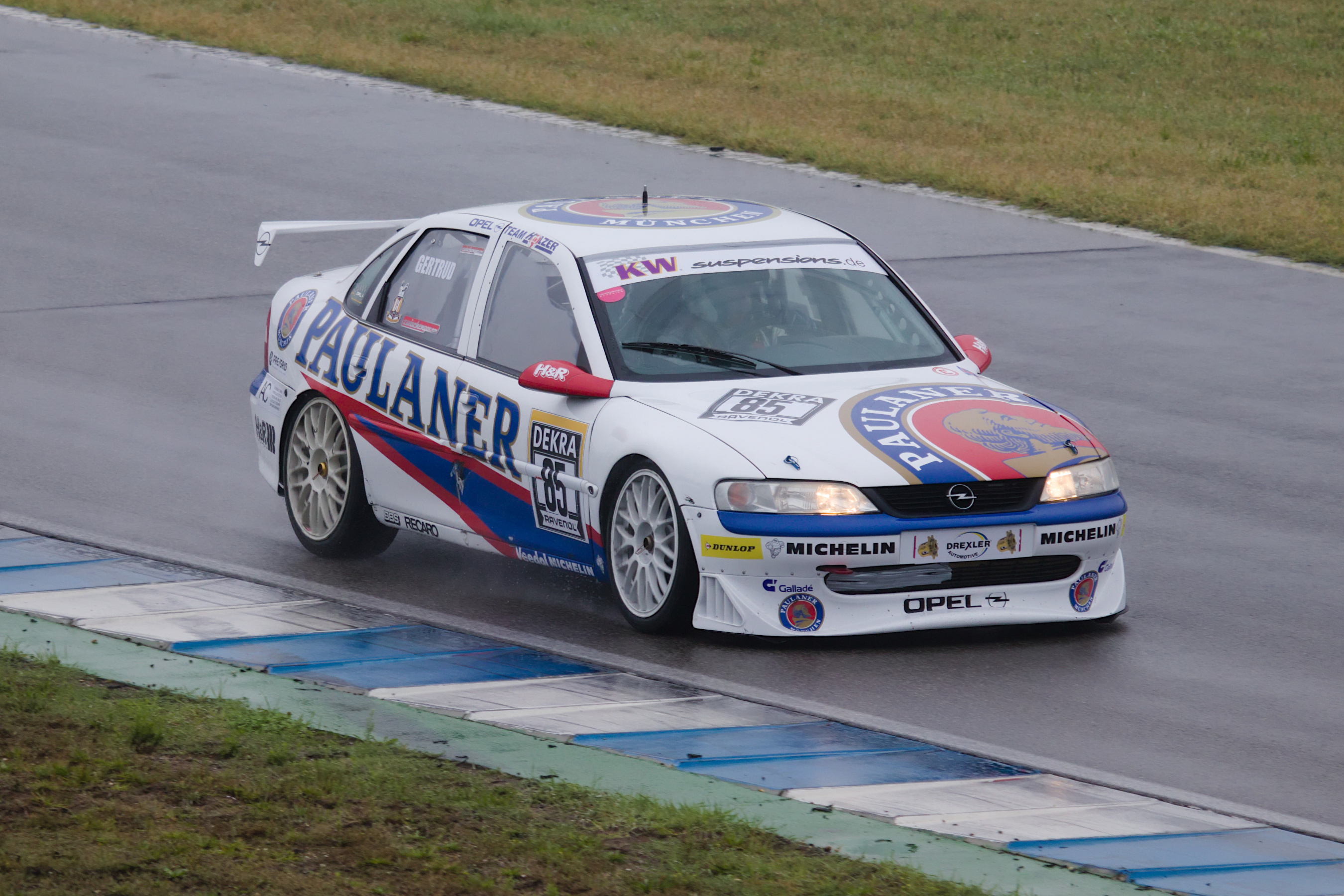
オペル・ベクトラ
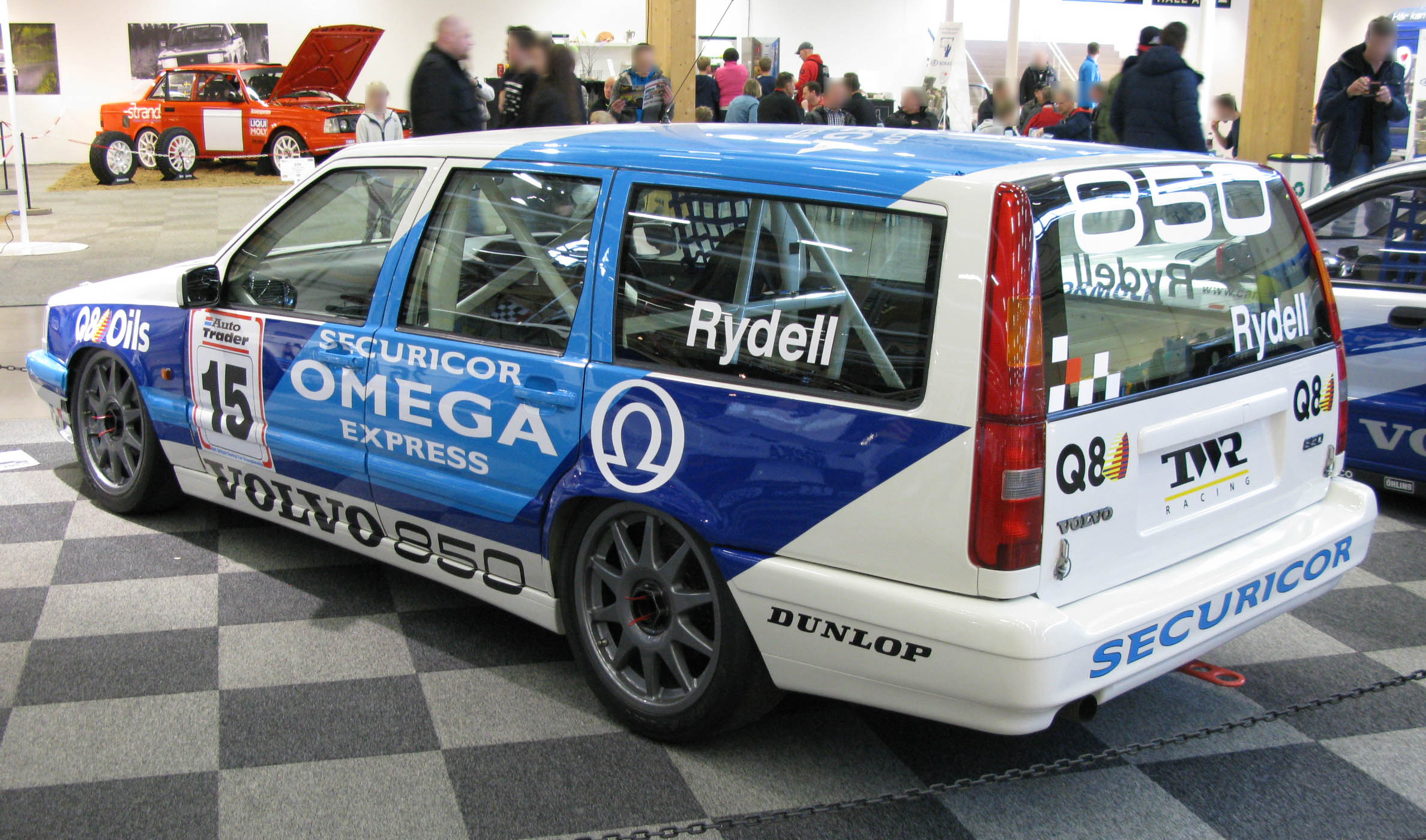
ボルボ・850
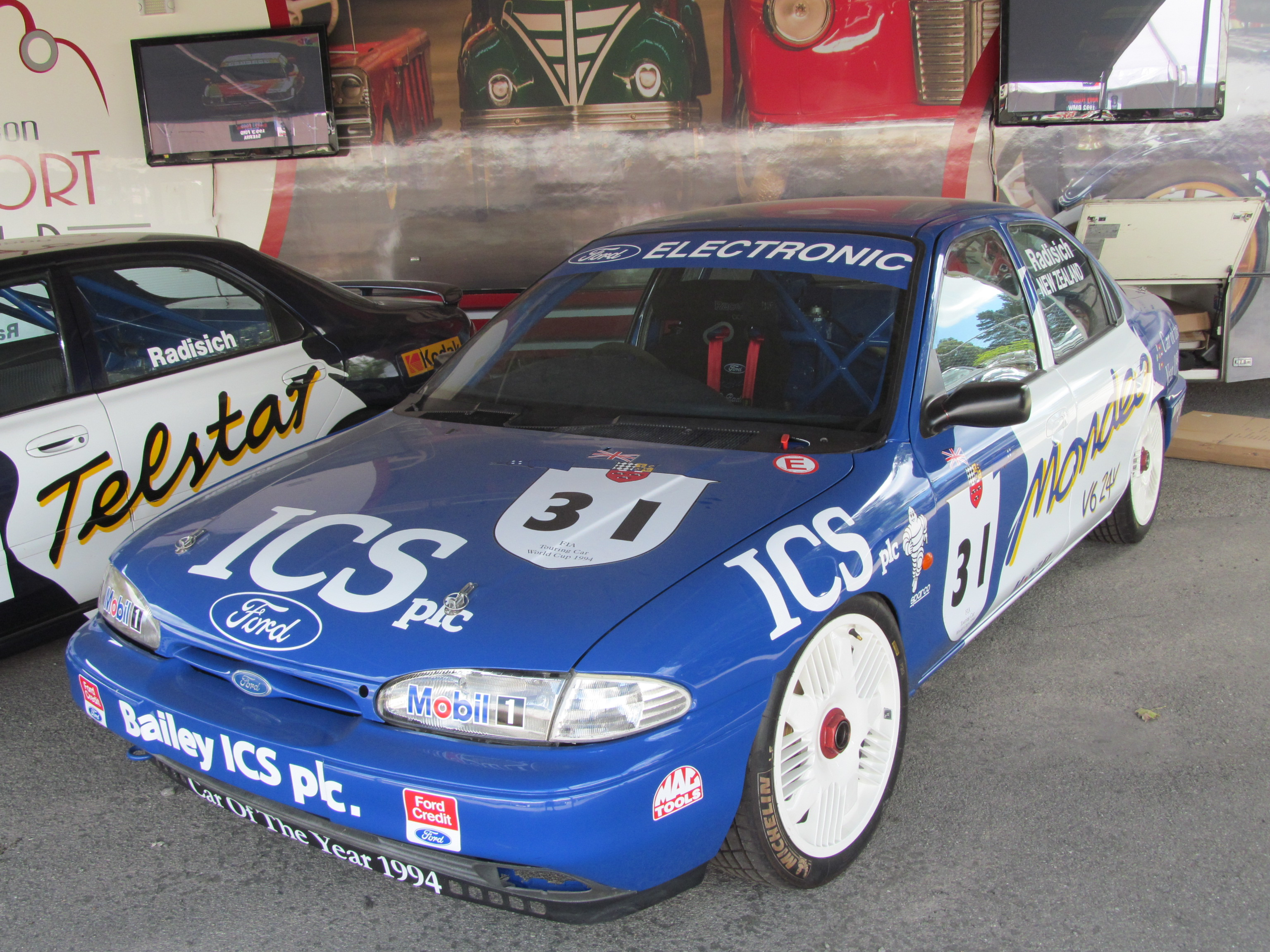
フォード・モンデオ
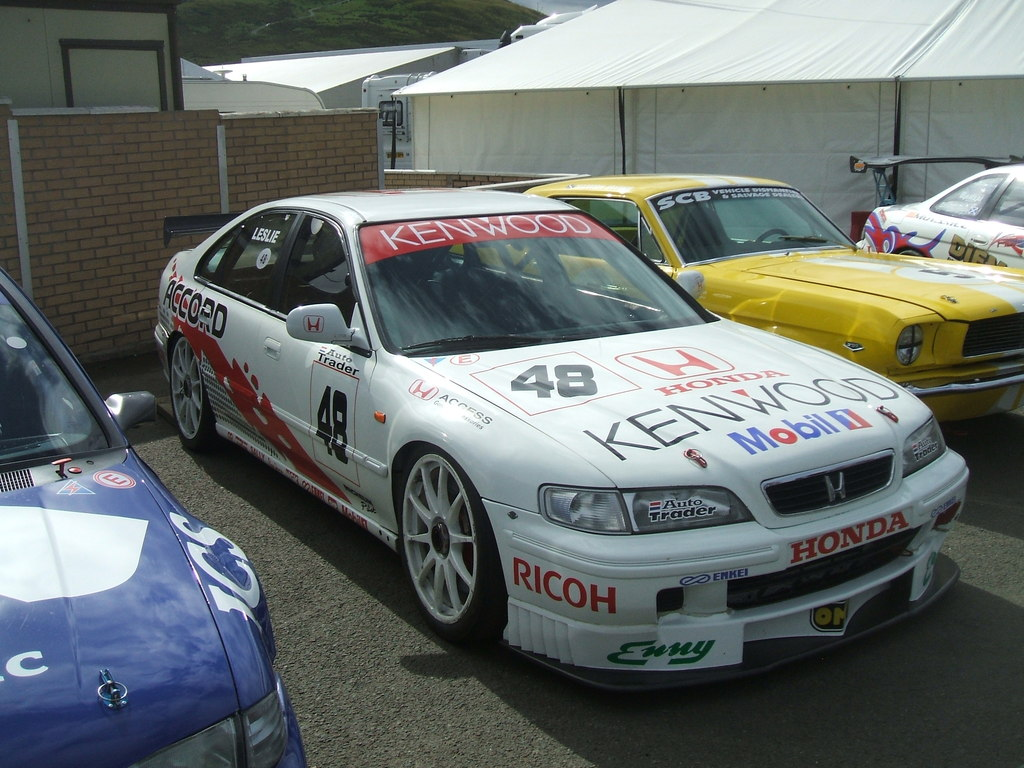
ホンダ・アコード
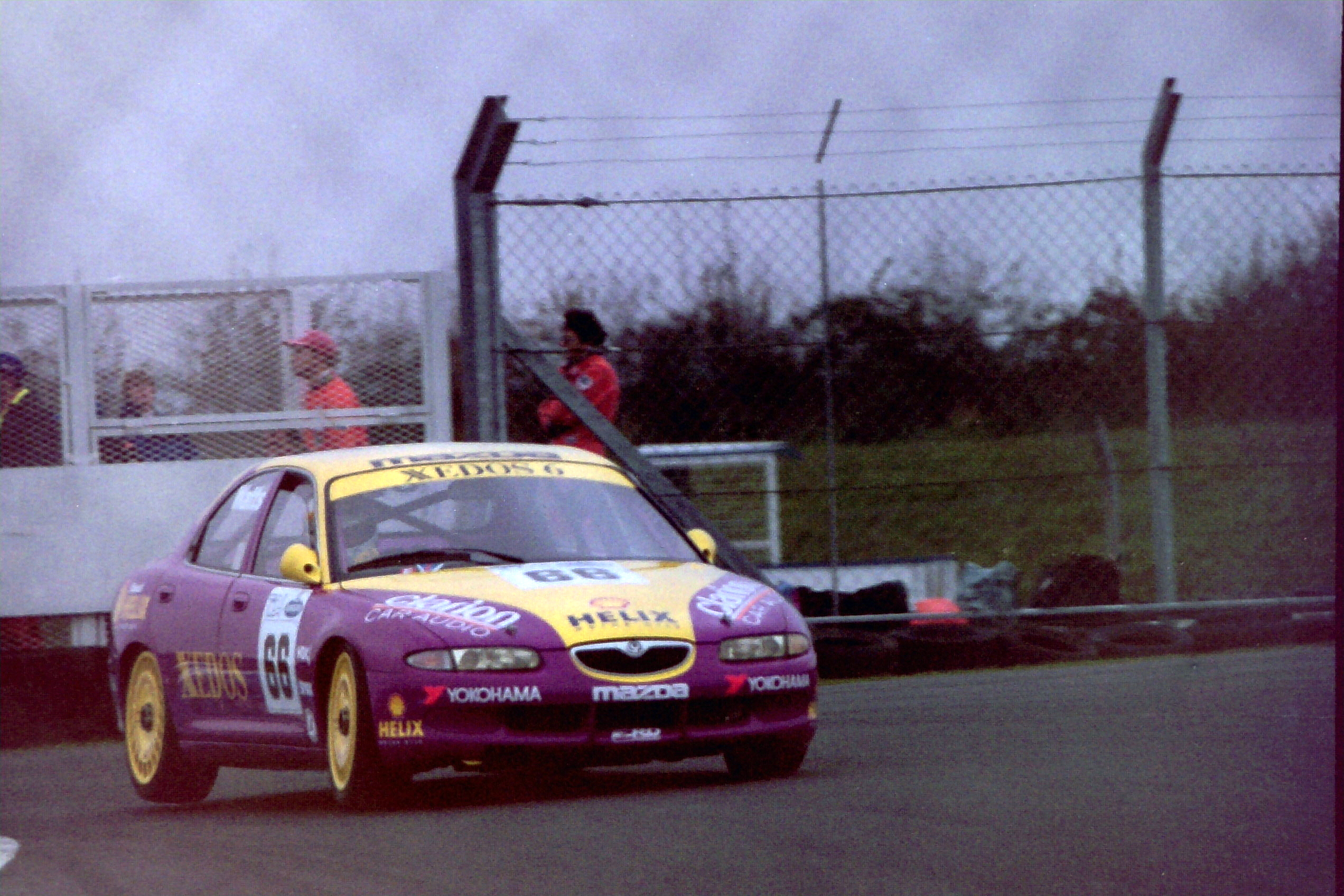
マツダ・クセドス
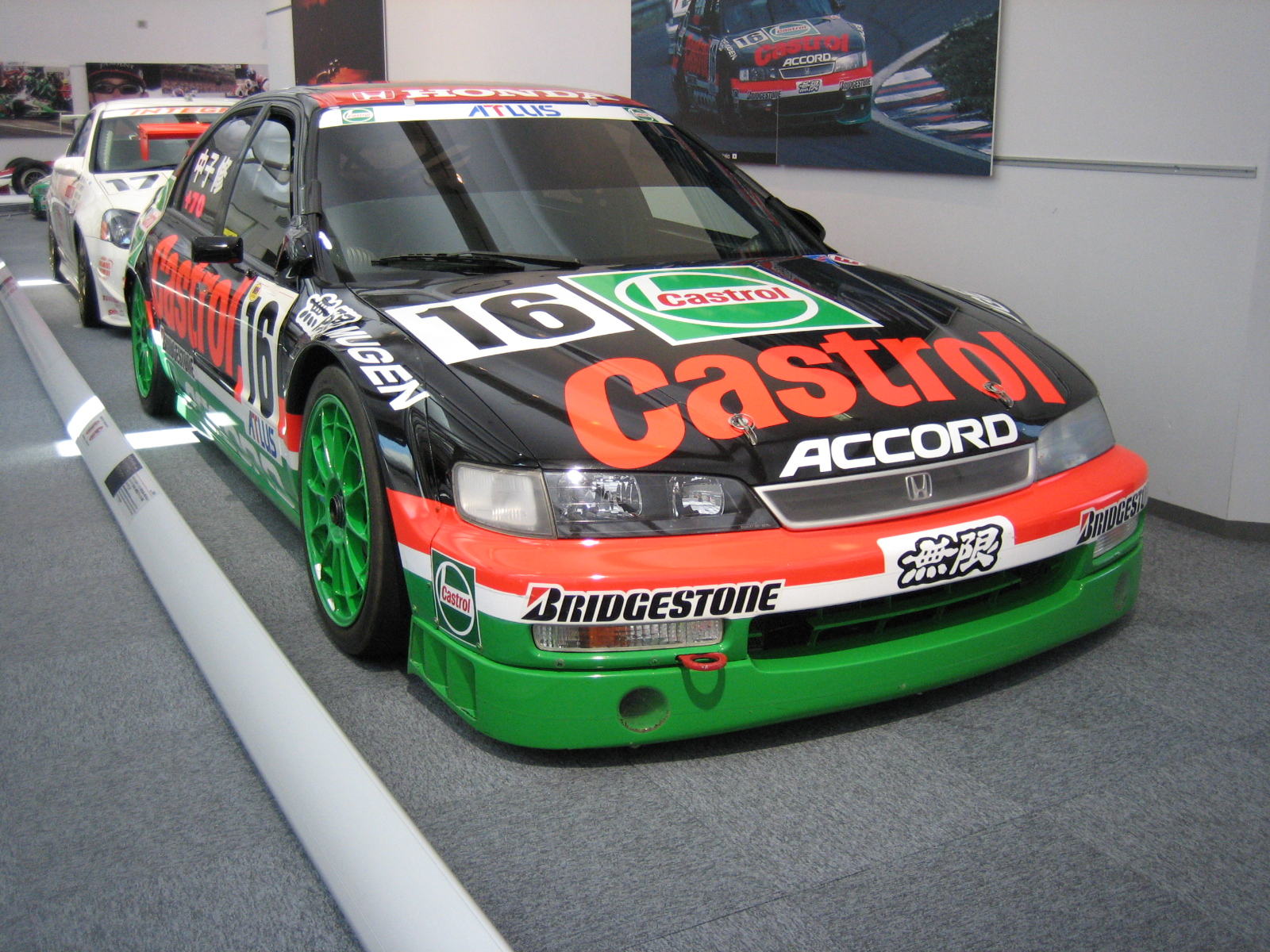
ホンダ・アコード
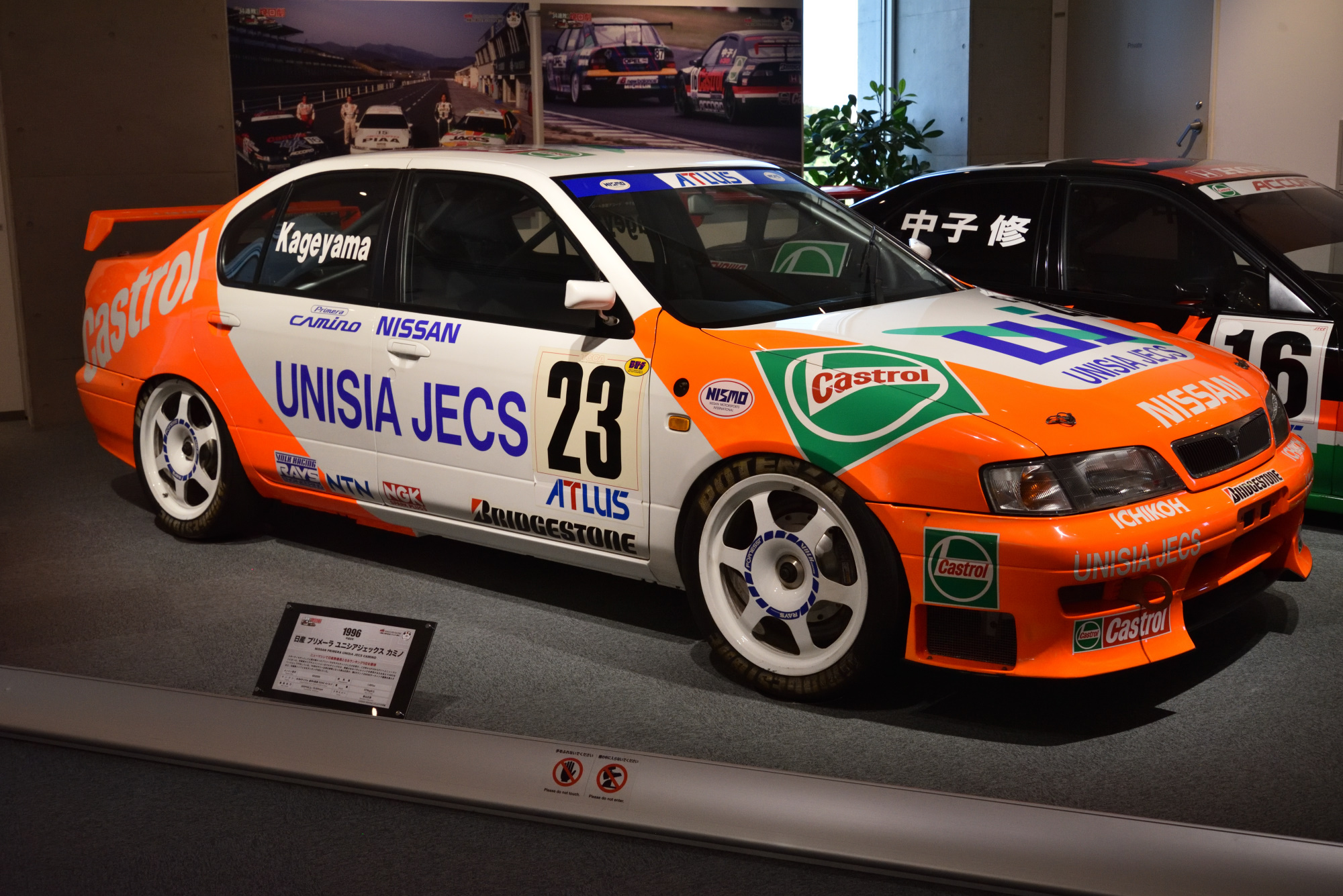
日産・プリメーラ
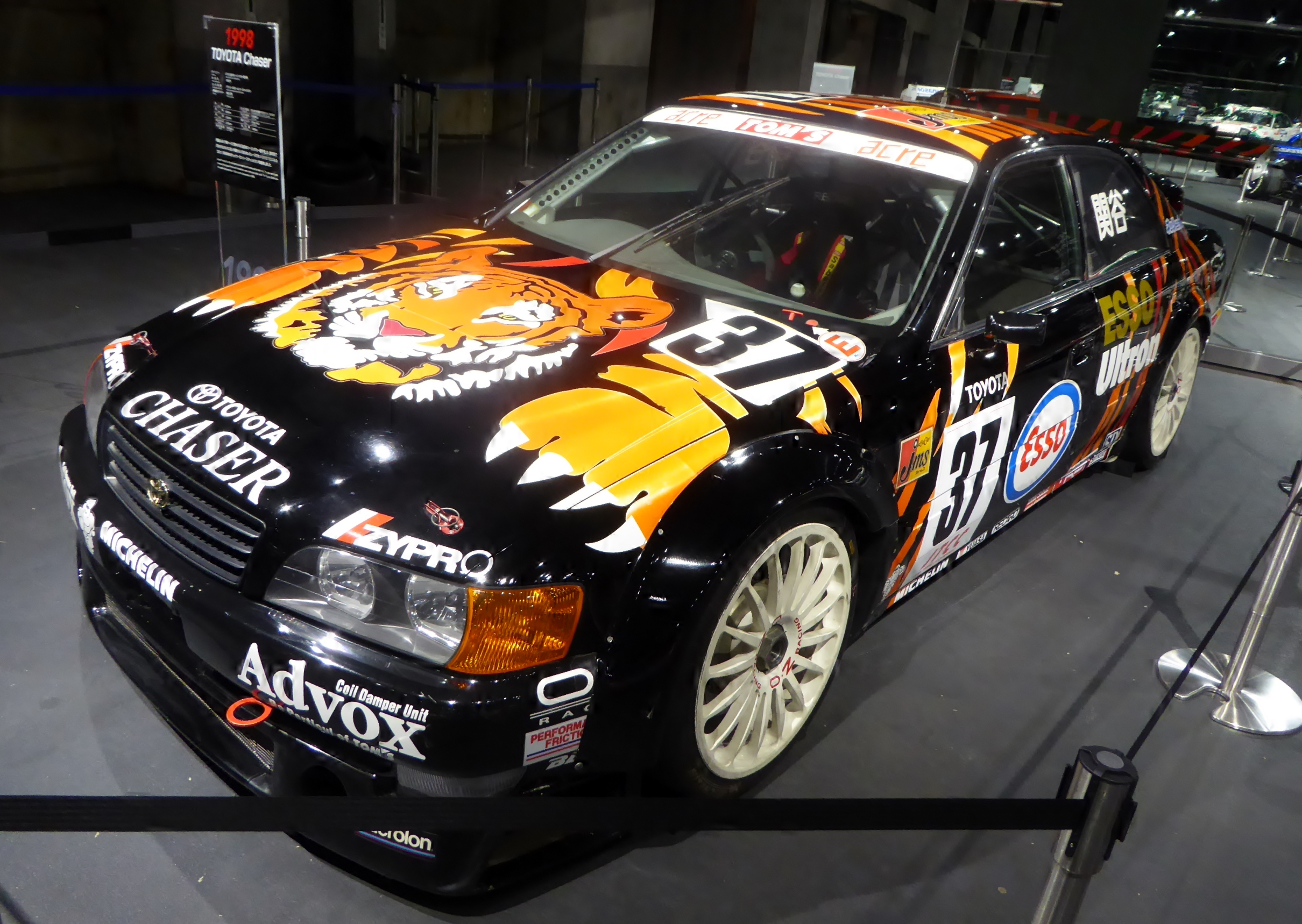
トヨタ・チェイサー

## 参戦可能だったレース
- FIAツーリングカーワールドカップ
- スパ・フランコルシャン24時間レース
- ニュルブルクリンク24時間レース
- 英国ツーリングカー選手権（BTCC）
- ドイツ・スーパーツーリング選手権（STW）
- 全日本ツーリングカー選手権（JTCC）
- オーストラリアツーリングカー選手権（ATCC）
- フランスツーリングカー選手権（CFS）
- イタリアツーリングカー選手権（CIS）
- スウェーデンツーリングカー選手権（STCC）
- ベルギーツーリングカー選手権
- スペインツーリングカー選手権
- 北米ツーリングカー選手権
- 南米ツーリングカー選手権
- 南アフリカツーリングカー選手権
- 欧州ツーリングカーカップ（ETCC）